# Darja Jacukevičová
Darja Jacukevičová (bělorusky Дар'я Яцукевіч, * 26. dubna 1987 Bělorusko) je česká modelka běloruského původu a Supermiss pro rok 2011.

## Osobní život
Pochází z Veselí nad Moravou. Na základní školu chodila do Moravského Písku. V letech 2004–2008 studovala na SOŠ a SOU Oděvní ve Strážnici.

## Soutěže Miss
Darja Jacukevičová se účastnila několika soutěží krásy. Na většině z nich se umístila na předních pozicích, například na:
- Miss Brno Open 2007 – vítězka[1]
- Miss České republiky 2008 – 4. místo
- Miss International 2009 – neumístila se
- Miss Praha Open 2009 – finalistka
- iMiss 2009 – vítězka
- Supermiss 2011 – vítězka